# UTR
UTR (do inglês: untranslated region) são regiões não codantes de uma molécula de mRNA, as quais, como o próprio nome sugere, são regiões não traduzidas. O 5' UTR inicia-se no cap 5' e se estende até o códon de iniciação (que indica o início da síntese protéica). A região 3' UTR se estende do códon de terminação (sinal para o fim da síntese protéica) até a cauda poli-A.

Estrutura de uma molécula típica de mRNA de proteína humana, contendo regiões não traduzidas (UTRs).